# Scout Taylor-Compton
 (septembre 2022).
Scout Taylor-Compton, née Desariee Compton le 21 février 1989 à Long Beach, en Californie, est une actrice américaine.

## Filmographie

### Cinéma
- 1998 : Thursday Afternoon : Anna
- 1998 : 6/29 : Girl #2
- 2001 : Chicken Night : Penny
- 2001 : A Window That Opens : Katherine Jane
- 2003 : 7 Songs : Molly
- 2003 : Afterschool Delight : Scout
- 2004 : 30 ans sinon rien (13 Going on 30) : Tiffany
- 2004 : Pyjama Party (Sleepover) : Farrah
- 2006 : The Honeyfields : Mary Beth
- 2006 : Tomorrow Is Today : Julie Peterson
- 2006 : Zombies (Wicked Little Things) : Sarah Tunny
- 2006 : A.W.O.L : PTA Kid
- 2007 : An American Crime : Stephanie Baniszewski
- 2007 : Halloween : Laurie Strode
- 2008 : Avril sanglant (April Fool's Day) (vidéo) : Torrance Caldwell
- 2009 : Love at First Hiccup : Anya
- 2009 : Halloween 2 : Laurie Strode
- 2009 : Obsessed : Samantha
- 2009 : Triple Dog : Liza Naron
- 2009 : Smile Pretty : Nasty
- 2009 : Murder World : Carrie Lain
- 2010 : Les Runaways : Lita Ford
- 2010 : Love Ranch de Taylor Hackford : Christina
- 2012 : Vol 7500 : aller sans retour : Jacinta Bloch
- 2015 : Tag : Rae
- 2015 : Return to Sender : Crystal
- 2016 : Dirty Lies : Stacey
- 2017 : Get the Girl : Jade
- 2017 : Getaway Girls : Maddy
- 2017 : Ghost House : Julie
- 2017 : Feral : Alice
- 2017 : After Party : Julia
- 2017 : Andover de Scott Perlman : Emma Grady
- 2018 : Diverted Even de Prince Bagdasarian : inspecteur Fini
- 2018 : Cynthia de Devon Downs et Kenny Gage : Robin
- 2018 : Randy's Canvas de Sean Michael Beyer : Cassie
- 2019 : The Lumber Baron de Barry Andersson : Mary Catherine Rimsdale
- 2019 : The Lurker d'Eric Liberacki : Taylor Wilson
- 2021 : Apache Junction de Justin Lee : Annabelle Angel

### Télévision
- 2000 : Ally McBeal (série télévisée) : Georgia jeune
- 2000 - 2006 : Charmed (série télévisée) : Fairy
- 2001 : Urgences (ER) (série télévisée) : Liz Woodman
- 2001, 2003 et 2004 : Gilmore Girls (série télévisée) : Clara Forester
- 2003 : Frasier (série télévisée) : Une gymnaste
- 2003 : The Lyon's Den (en) (série télévisée) : La fille Fenderson
- 2003 : Le Destin d'Audrey (Audrey's Rain) (téléfilm) : Marguerite jeune
- 2003 - 2004 : Le Protecteur (The Guardian) (série télévisée) : Tiffany Skovich / Sharon Diamond
- 2004 : Division d'élite (The Division) (série télévisée) : Katrina Merril
- 2004 : Class Actions (Téléfilm) : Lydia Harrison
- 2004 - 2005 : Allie Singer (Unfabulous) (série télévisée) : Molly
- 2005 : Hidden Howie: The Private Life of a Public Nuisance (série télévisée) : La petite amie de Madison Jackson
- 2005 : Cold Case : Affaires classées (série télévisée) : Leah
- 2005 : Phénomène Raven (That's So Raven) (série télévisée) : Lauren Parker
- 2006 : FBI : Portés disparus (Without a Trace) (série télévisée) : Emily Grant
- 2006 : Standoff : Les Négociateurs (série télévisée) : Tina Bolt
- 2007 : Juste Cause (Close to Home) (série télévisée) : Grace Hendricks
- 2007 : Bones (série télévisée) : Celia Nash
- 2007 : Tant d'amour à donner (Love's Unfolding Dream) (Téléfilm) : Belinda Tyler
- 2008 : La Spirale du mensonge (The Governor's Wife) (Téléfilm) : Hayley Danville
- 2010 : Les Experts (CSI: Crime Scene Investigation) : Renata Clarke
- 2010 : NCIS : Los Angeles (série télévisée) : Angela Rush
- 2011 : Breakout Kings (série télévisée) : Starla Roland
- 2012 : Grey's Anatomy (série télévisée) : Angie
- 2014 : Major Crimes (série télévisée) : Becka Wilshaw
- 2015 : Nashville (série télévisée) : Erin
- 2016 : Rosewood (série télévisée) : Christa

## Ludographie
- 2023 : The Texas Chain Saw Massacre : Julie Crawford (voix) / Toutes les victimes féminines (capture de mouvements)